# Поліцький статут
Полицький статут (хорв. Poljički statut) — середньовічний статут Поліцької республіки, збірник правових норм, що мали силу в Поліцькій республіці до початку XIX століття; пам'ятка середньовічного слов'янського права.
Поліця — феодальна держава південних слов'ян, на узбережжі Адріатичного моря, відома з 1070 року.
Згідно з різними джерелами, перші статті статуту були складені в 1400 році або в середині XV століття. У статут включені норми кримінального, цивільного і процесуального права, показані соціально-економічні відносини громад Поліці та середньовічні загальнослов'янські інститути (Верв, пристави), також відомі і з інших слов'янських пам'яток (наприклад, з Руської Правди).
Написаний боснійською кирилицею.